# Luciana Begazo
Luciana Begazo Medina (Camaná, 4 de agosto de 1999) es una modelo peruana. Fue coronada Miss Teen International 2019 en Ecuador. Es la primera peruana en ganar el título de Miss Teen International.

## Biografía
Ganó el título regional Miss Teen Arequipa, luego compitió en el concurso Miss Teen Perú donde ganó el título de Miss Teen Perú Internacional. Begazo, fue coronada Miss Teen International, el 20 de julio de 2019, en Guayaquil, Ecuador.